# Andrew Trim
Andrew Trim, né le 30 décembre 1968 à Sydney, est un kayakiste australien pratiquant la course en ligne.

## Palmarès

### Jeux olympiques
- Médaille de bronze aux Jeux olympiques d'été de 1996 à Atlanta en K-2 500m avec Daniel Collins.
- Médaille d'argent aux Jeux olympiques de 2000 à Sydney en K-2 500m avec Daniel Collins[1].